# 1841 az irodalomban
Az 1841. év az irodalomban.

## Megjelent új művek
- Edward Bulwer-Lytton angol költő, író, drámaíró regénye: Night and Morning
- James Fenimore Cooper: A vadölő (The Deerslayer)
- Charles Dickens regénye: Barnaby Rudge
- Edgar Allan Poe novellája: A Morgue utcai kettős gyilkosság (The Murders in the Rue Morgue). Az irodalomtörténet ezt a művet a detektívtörténetek ősének tartja.
- Eugène Sue regénye: Mathilde, Mémoires d'une jeune femme
- Alekszej Konsztantyinovics Tolsztoj orosz író első publikált munkája: Упырь (A vámpír), elbeszélés

### Költészet
- James Russell Lowell amerikai költő első verseskötete: A Year's Life

### Dráma
- Robert Browning drámai költeménye: Pippa Passes (Amerre Pippa járt)

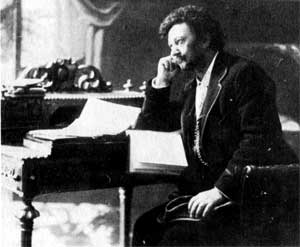
Laza Kostić

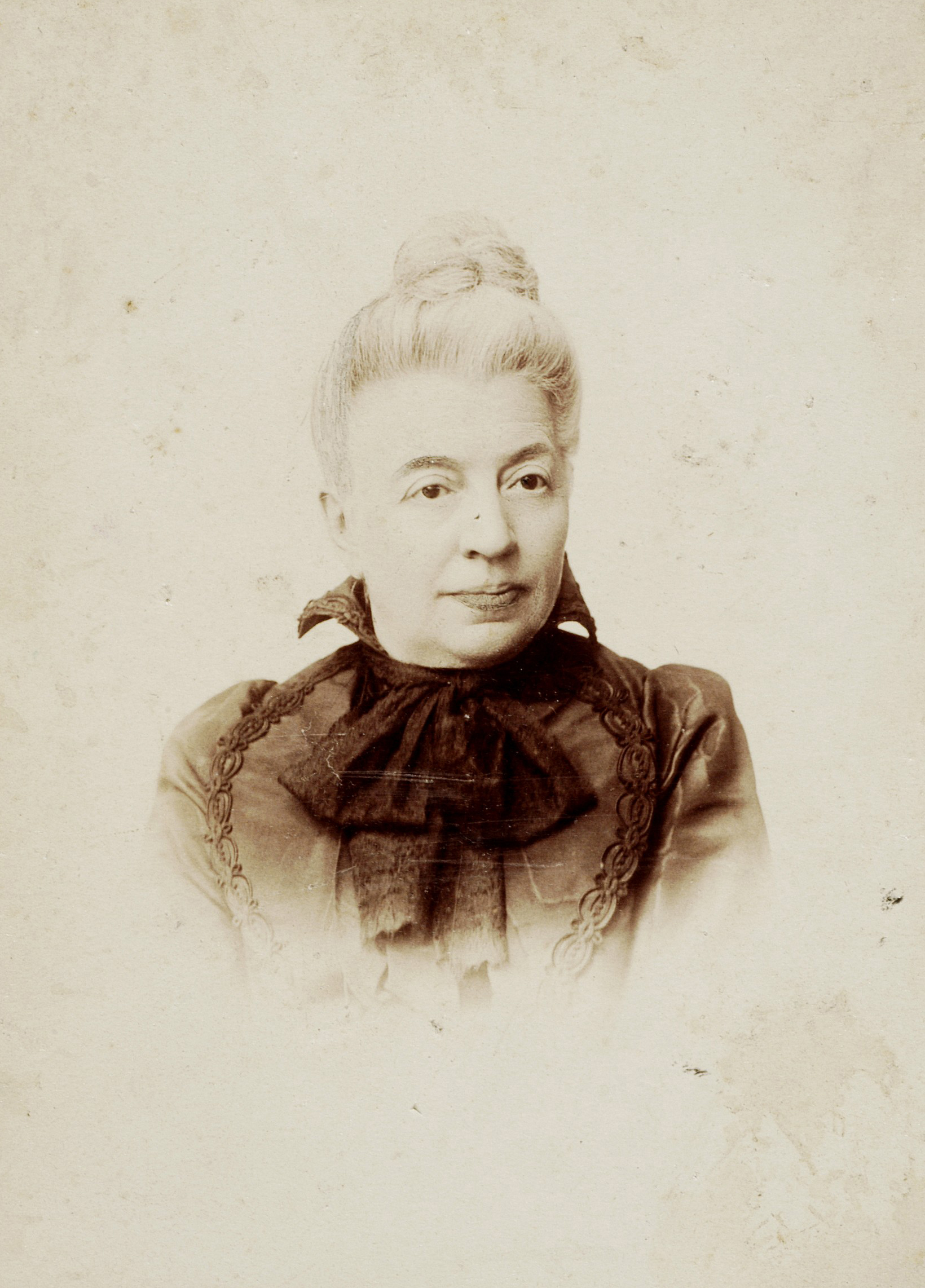
Eliza Orzeszkowa

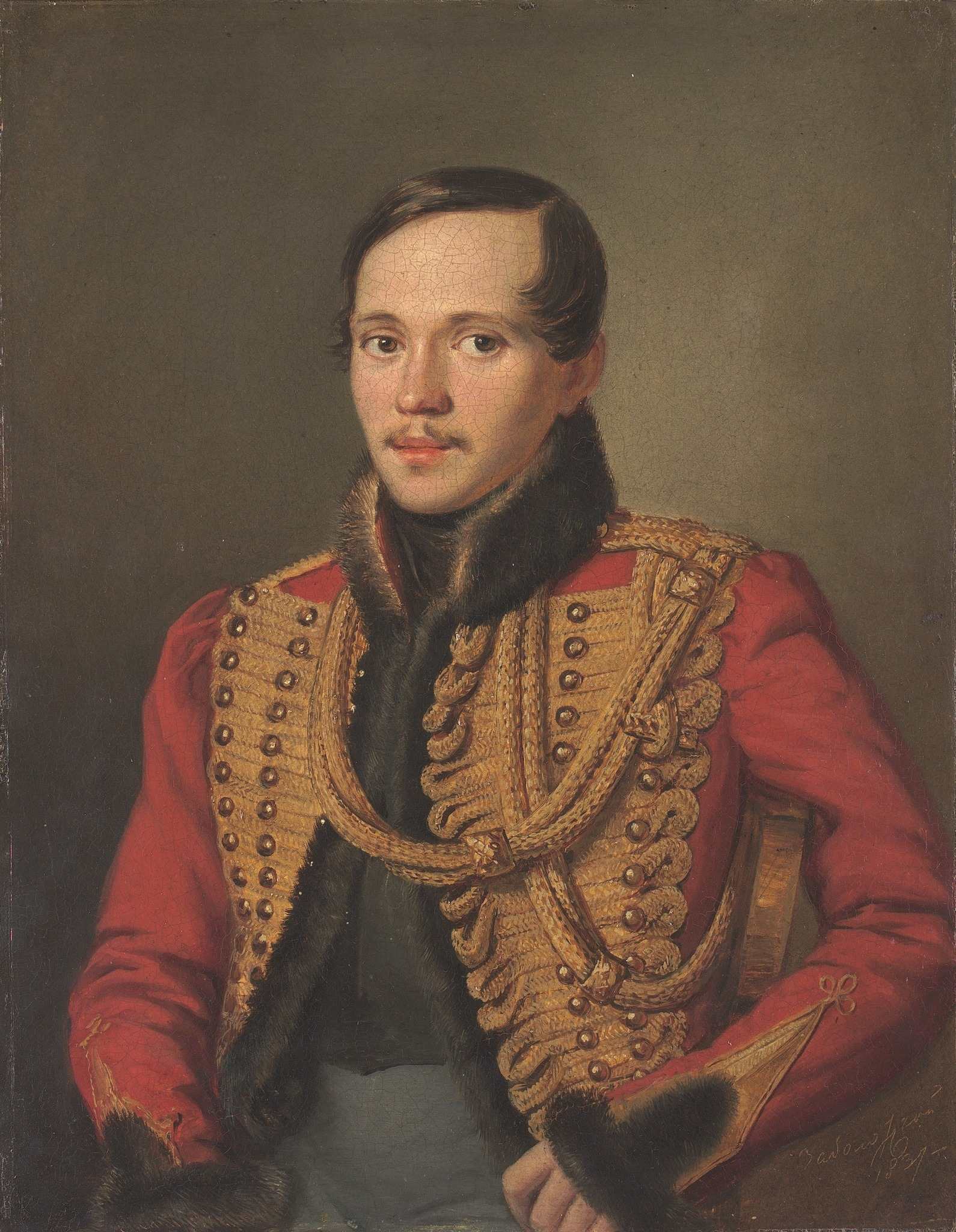
M. Lermontov

- Eugène Scribe: Une chaîne (Lánc)

### Magyar nyelven
- Megjelenik gróf Teleki László ötfelvonásos drámája, a Kegyenc; ez év őszén színre kerül a Nemzeti Színházban

## Születések
- február 11. – Laza Kostić szerb költő, drámaíró, műfordító, a szerb romantika képviselője († 1910)
- március 31. – Iosif Vulcan román író, drámaíró, lapszerkesztő († 1907)
- június 6. – Eliza Orzeszkowa lengyel írónő, a 19. század második felének kiemelkedő alkotója († 1910)
- augusztus 18. – Robert Williams Buchanan skót költő, novellista, drámaíró († 1901)
- szeptember 22. – Andrejs Pumpurs lett költő, a nemzeti romantika jeles egyénisége († 1902)

## Halálozások
- február 21. – Dorothea Tieck német műfordító, aki Shakespeare számos művét ültette át németre (* 1799)
- május 21. – Julian Ursyn Niemcewicz lengyel költő, író, drámaíró, államférfi (* 1758)
- július 27. – Mihail Jurjevics Lermontov orosz költő, író, drámaíró, az orosz romantika kiemelkedő alakja (* 1814)
- augusztus 22. – Dietrich Heinrich Jürgenson észt pedagógus, nyelvész, irodalomtörténész (* 1804)